# Мухаммад Шахід
Мухаммад Шахід (14 квітня 1960 — 20 липня 2016) — індійський хокеїст на траві.
Олімпійський чемпіон 1980 року, учасник 1988 року.
Срібний призер Азійських ігор 1982 року, бронзовий призер 1986 року.
Бронзовий призер Трофею чемпіонів 1982 року.